# سميت باتل
سميت باتل (16 مايو 1993 في الهند - ) هو لاعب كريكت هندي. لعب مع Gujarat cricket team ‏.

## وصلات خارجية
- سميت باتل على موقع إي آس بي آن كريك إنفو (الإنجليزية)